# Antonio Manuel Reina

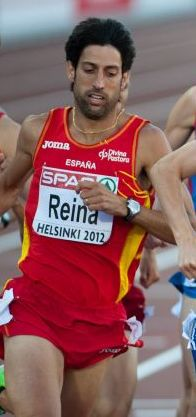
Antonio Reina

Antonio Manuel Reina (Antonio Manuel Reina Ballesteros; * 13. Juni 1981 in Osuna, Provinz Sevilla) ist ein spanischer Mittelstreckenläufer und Sprinter.
Bei den Juniorenweltmeisterschaften 2000 in Santiago gewann er Bronze über 800 Meter.
Im Jahr darauf siegte er über diese Distanz bei den U23-Europameisterschaften 2001 in Amsterdam. Bei den Weltmeisterschaften in Edmonton schied er über 800 Meter im Vorlauf aus und wurde Sechster in der 4-mal-400-Meter-Staffel.
2002 holte er über 800 Meter Bronze bei den Halleneuropameisterschaften in Wien, erreichte bei den Europameisterschaften in München das Halbfinale und siegte beim Weltcup in Madrid.
2003 wurde er über 800 m Vierter bei den Hallenweltmeisterschaften in Birmingham. Bei den Weltmeisterschaften in Paris/Saint-Denis gelangte er über 800 Meter ins Halbfinale und wurde mit der spanischen 4-mal-400-Meter-Stafette Fünfter.
Im darauffolgenden Jahr folgte einem Halbfinaleinzug über 800 Meter bei den Hallenweltmeisterschaften 2004 in Budapest ein Sieg in der 4-mal-400-Meter-Staffel bei den Ibero-Amerikanischen Meisterschaften. Bei den Olympischen Spielen in Athen schied er über 800 Meter im Halbfinale und in der 4-mal-400-Meter-Staffel im Vorlauf aus.
2005 gewann er über 800 Meter Silber bei den Halleneuropameisterschaften in Madrid und siegte bei den Mittelmeerspielen über 800 Meter und in der 4-mal-400-Meter-Staffel. Bei den Weltmeisterschaften in Helsinki schied er über 800 Meter im Halbfinale und in der 4-mal-400-Meter-Staffel im Vorlauf aus, und beim Leichtathletik-Weltfinale wurde er Siebter über 800 Meter.
Bei den Weltmeisterschaften in Ōsaka kam er über 800 Meter nicht über die erste Runde hinaus. 2008 scheiterte er bei den Hallenweltmeisterschaften in Valencia mit der spanischen 4-mal-400-Meter-Stafette im Vorlauf und erreichte bei den Olympischen Spielen in Peking über 800 Meter das Halbfinale.
Bei den Halleneuropameisterschaften 2009 in Turin erreichte er im Vorlauf über 400 Meter nicht das Ziel. 2010 gewann er über 800 Meter bei den Ibero-Amerikanischen Meisterschaften Bronze und schied bei den Europameisterschaften in Barcelona mit der spanischen 4-mal-400-Meter-Stafette in der ersten Runde aus. Bei den Weltmeisterschaften 2011 in Daegu erreichte er über 800 Meter das Halbfinale.
2012 folgte über 800 Meter einem Halbfinaleinzug bei den Hallenweltmeisterschaften in Istanbul ein vierter Platz bei den Europameisterschaften in Helsinki. Bei den Olympischen Spielen in London gelangte er das Halbfinale.
Fünfmal wurde er Spanischer Meister über 800 Meter (2001–2005) und einmal über 400 Meter (2005). In der Halle holte er 2004 und 2005 den nationalen Titel über 800 Meter.

## Persönliche Bestzeiten
- 400 m: 45,98 s, 3. September 2005, Paris
  - Halle: 46,89 s, 2. März 2003, Valencia
- 800 m: 1:43,83 min, 21. September 2002, Madrid
  - Halle: 1:45,25 min, 3. März 2002, Wien (spanischer Rekord)